# 惠特利鎮區 (阿肯色州聖弗朗西斯縣)
惠特利鎮區（英語：Wheatley Township）是位於美國阿肯色州聖弗朗西斯縣的一個行政鎮區。

## 地方資料
惠特利鎮區的面積為103.86平方千米，當中陸地面積為102.54平方千米，而水域面積為1.32平方千米。根據2010年美國人口普查的數據，當地共有人口401人，而人口密度為每平方千米3.86人。